# Il labirinto (film)
Il labirinto (The Maze) è un film horror stereoscopico del 1953 diretto da William Cameron Menzies e tratto dal romanzo Le labyrinthe di Maurice Sandoz.
Originariamente realizzato in 3D, è stato distribuito in 2D in diversi paesi.

## Trama
Un aristocratico in procinto di sposarsi viene urgentemente richiamato nel castello di suo zio in Scozia. Non avendo più dato sue notizie, circa 2 mesi dopo la fidanzata e sua zia si recano al castello. Il nobile è molto cambiato e sembra invecchiato di vent'anni e angosciato. Appare subito chiaro che il castello nasconde un orribile segreto.

## Produzione
Prodotto dalla Allied Artists Pictures, il film venne girato interamente in interni presso i Monogram/Allied Artists Studios, situati all'epoca al 1725 di Fleming Street (oggi Hoover Street) a Los Angeles (California, USA) (oggi non esistono più, al loro posto vi è una clinica dentistica).
Fu l'ultimo film interpretato da Katherine Emery: dopo il matrimonio con Paul Conant Eaton si ritirò dal mondo dello spettacolo; morirà nel 1980.

## Distribuzione
Il film ebbe la sua prima a Portland (Oregon) il 24 giugno 1953, quindi una seconda proiezione ufficiale a Hollywood il 2 luglio successivo; venne quindi distribuito nelle sale cinematografiche statunitensi dalla Allied Artists Pictures il 26 luglio 1953.

## Accoglienza
L'accoglienza della critica per Il labirinto è stata mista, con alcuni critici che hanno elogiato la recitazione, l'atmosfera e la direzione del film mentre hanno criticato il finale. L'autore e critico cinematografico Leonard Maltin ha assegnato al film due stelle su quattro, definendo il finale "ridicolo (e insoddisfacente)". Brett Gallman di Oh, the Horror! ha dato al film una recensione negativa, criticando la durata "gonfiata" del film e lo sviluppo della trama, definendolo una nota a piè di pagina nella carriera del regista Menzies.
Dennis Schwartz di Ozus' World Movie Reviews ha assegnato al film un voto B, definendolo "Un film horror/fantascientifico stupido ma divertente." TV Guide ha assegnato al film due stelle su quattro, lodando la recitazione, la regia e la scenografia del film, definendolo al di sopra della media. Tuttavia, il recensore ha ritenuto che il film fosse in qualche modo ostacolato dal suo basso budget.
Dave Sindelar, sul suo sito web Fantastic Movie Musings and Ramblings ha dato al film una recensione più positiva, scrivendo: "Ho molto affetto per questo inquietante film horror/di fantascienza, anche se mi ci sono voluti un paio di visualizzazioni. La prima volta che l'ho visto nel film, sono rimasto coinvolto nell'atmosfera inquietante e nel senso atmosferico di paura e tragedia che pervadeva il castello, ma la rivelazione sulla natura del vero signore del castello mi ha fatto scoppiare a ridere piuttosto che a indietreggiare con l'orrore, e mi ha rovinato il film. La seconda volta che l'ho visto, ero preparato e sono stato in grado di vedere oltre questo difetto e di apprezzare quanto fosse toccante e triste il finale del film. Parte del merito va a L'eccellente prestazione di Richard Carlson, una delle migliori che abbia mai visto."